# L'ultimo amplesso
L'ultimo amplesso è un film muto italiano del 1912 diretto da Pier Antonio Gariazzo.